# Кэмп Бастион
Кэмп Бастион (англ. Camp Bastion) — это основная военная база Великобритании в Афганистане. На базе на северо-востоке Лашкаргаха, столицы провинции Гильменд, проживает 21000 человек и располагается штаб логистики в провинции Гильменд.
Кэмп Бастион — это крупнейшая военная база Великобритании за рубежом, построенная после Второй мировой войны
Построенная в начале 2006 года, база находится в удаленной пустынной местности в отдалении от населенных пунктов. База, протяженностью 4 мили в длину и 2 мили в ширину, имеет аэродром и полевой госпиталь. База разделена на 2 основные части, Бастион 1 и Бастион 2. Бастион 2 включает в себя 2 палаточных лагеря: Кэмп Барбер и Кэмп Викинг.